# Road to Morocco
Road to Morocco is een Amerikaanse filmkomedie uit 1942 en is de derde film in de Road to...-filmreeks. De film werd genomineerd voor twee Oscars en werd in 1996 opgenomen in het National Film Registry. 

## Rolverdeling
| Acteur            | Personage                           |
| ----------------- | ----------------------------------- |
| Bing Crosby       | Jeff Peters                         |
| Bob Hope          | Orville 'Turkey' Jackson/Tante Lucy |
| Dorothy Lamour    | Prinses Shalmar                     |
| Anthony Quinn     | Mullay Kasim                        |
| Dona Drake        | Mihirmah                            |
| Vladimir Sokoloff | Hyder Khan                          |
| Mikhail Rasumny   | Ahmed Fey                           |
| George Givot      | Neb Jolla                           |

## Muziek
Het nummer (We're off on the) Road to Morocco dat gezongen werd aan het begin van de film behaalde de 95ste plaats op een lijst van bekendste filmnummers uitgebracht door de American Film Institute. Het nummer werd ook geparodieerd in de Family Guy-aflevering Road to Rhode Island.